# Audan Raiymbek
Der Audan Raiymbek (kasachisch Райымбек ауданы Rajymbek audany, russisch Райымбекский район Rajymbekski rajon) ist ein Bezirk im Gebiet Almaty in Kasachstan.

## Geschichte
Gegründet wurde der Bezirk 1936 als Rajon Narynkol mit Verwaltungssitz im Dorf Narynkol. Nach der Unabhängigkeit Kasachstans von der Sowjetunion wurde der Bezirk 1993 in Audan Rajymbek umbenannt. Benannt wurde er nach Rajymbek Batyr, einem kasachischen Krieger im 18. Jahrhundert. Im Zuge einer großen Gebietsreform wurde 1997 der benachbarte Audan Kegen aufgelöst und sein Territorium dem Audan Rajymbek angegliedert, der Sitz der Bezirksverwaltung wurde ins Dorf Kegen verlegt. Am 2. April 2018 wurde der Bezirk wieder geteilt und der Audan Kegen erneut eigenständig; der Sitz des Audan Rajymbek wurde wieder nach Narynkol verlegt.

## Bevölkerung
Bei der Volkszählung 1999 hatte der Audan Raiymbek 83.093 Einwohner. Die Volkszählung 2009 ergab für den Bezirk eine Einwohnerzahl von 43.626. Bei der letzten Volkszählung 2021 lebten 29.941 Menschen im Audan Raiymbek. Die Fortschreibung der Bevölkerungszahl ergab zum 1. Januar 2025 eine Einwohnerzahl von 27.436.
| Einwohnerentwicklung               | Einwohnerentwicklung | Einwohnerentwicklung | Einwohnerentwicklung | Einwohnerentwicklung | Einwohnerentwicklung | Einwohnerentwicklung | Einwohnerentwicklung |
| 1939                               | 1959                 | 1970                 | 1979                 | 1989                 | 1999                 | 2009                 | 2021                 |
| ---------------------------------- | -------------------- | -------------------- | -------------------- | -------------------- | -------------------- | -------------------- | -------------------- |
| 13.439                             | 22.742               | 43.901               | 48.104               | 51.449               | 83.093               | 43.626               | 29.941               |
| Anmerkung: Volkszählungsergebnisse |                      |                      |                      |                      |                      |                      |                      |

## Verwaltungsgliederung
Der Audan Raiymbek ist in elf ländliche Bezirke (kasachisch Ауылдық округ Auyldyq okrug; russisch Сельский округ Selski okrug) gegliedert (Stand: 2021).
| Ländlicher Kreis | Einwohner | Einwohner | Orte                                             |
| Ländlicher Kreis | 2009      | 2021      | Orte                                             |
| ---------------- | --------- | --------- | ------------------------------------------------ |
| Narynqol         | 8008      | 6298      | Molkökpek, Narynqol, Qostöbe, Qysylüsch, Turbasa |
| Qainar           | 3241      | 1746      | Qainar, Suscharuaschylyghy, Tauyqbas             |
| Qaqpaq           | 3321      | 2127      | Brigada, Qaqpaq, Kökbel                          |
| Qarassas         | 2803      | 2256      | Qarassas, Tusköl                                 |
| Saryschas        | 5165      | 3662      | Aqbejit, Kömirschi, Saryschas                    |
| Schalköde        | 3609      | 2201      | Schalköde, Schopandar, Talas                     |
| Schambyl         | 3114      | 2292      | Qaratoghan, Schambyl                             |
| Sümbe            | 4832      | 3625      | Kürküldek, Qysylschekara, Schartas, Sümbe        |
| Tegistik         | 1493      | 1058      | Bökter, Komsomol, Qaqpaq, Taldyssai, Tegistik    |
| Tekes            | 4911      | 2667      | Schangatekes, Tekes                              |
| Usaq batyr       | 3129      | 2009      | Sarybastau                                       |